# Zeche Victoria Mathias
Die Zeche Victoria Mathias war ein Steinkohlenbergwerk im Essener Nordviertel nahe der Innenstadt. Das Bergwerk wurde zwischen 1857 und 1880 auch Zeche Victoria Mathias & Gustav genannt. Die Gewerkschaft des Steinkohlenbergwerks Victoria Mathias war eines der Gründungsmitglieder des Rheinisch-Westfälischen Kohlen-Syndikats. Das Bergwerk gehörte in der zweiten Hälfte des 19. Jahrhunderts zu den bedeutendsten Zechen des Regierungsbezirks Düsseldorf. In den Jahren 1858 bis 1869 war die Zeche Victoria Mathias sogar die größte Zeche an der Ruhr.

## Geschichte

### Die Anfänge
Im Jahr 1839 legte Mathias Stinnes die Mutung auf die Grubenfelder Mathias und Victoria ein. Diese Felder befanden sich im nördlichen Stadtteil von Essen. Im Jahr darauf gründete Stinnes die bergrechtliche Gewerkschaft Victoria Mathias. Noch im selben Jahr wurde mit den Teufarbeiten des Schachtes Mathias im Bereich der Essener Altstadt begonnen. Der Schacht hatte einen Querschnitt von sechs Quadratmetern. Im Jahr 1844 legte Ernst Honigmann im Auftrag von Mathias Stinnes die Mutung ein Feld ein, das den Namen Entschädigung trug. Noch im selben Jahr wurden alle drei Felder verliehen. Am 8. März des Jahres 1845 konsolidierten die drei Felder zu Victoria Mathias. Die gesamte Berechtsame umfasste nun eine Fläche von drei Quadratkilometern. Der Schacht Mathias hatte zu diesem Zeitpunkt bereits eine Teufe von über 50 Lachtern. Bei einer Teufe von 107 Metern (- 35 m NN) befand sich die 1. Sohle.

### Die ersten Betriebsjahre
Im Jahr 1845 konnte der Schacht Mathias die Förderung aufnehmen. Im Jahr darauf wurden die Teufarbeiten fortgesetzt und der Schacht tiefer geteuft. Bei einer Teufe von 136 Metern (- 64 m NN) wurde noch im selben Jahr die zweite Sohle angesetzt. Um die Grubenbaue durchgängig zu bewettern, wurde neben Schacht Mathias ein kleiner Schacht mittels Bohrtechnik erstellt. Dieser Schacht hatte einen Durchmesser von 30 Zoll. Im Jahr 1847 wurde ein weiterer Wetterschacht mit denselben Abmessungen erstellt. 1849 wurde auf der Zeche Victoria Mathias eine Kohlenwäsche mit Separation in Betrieb genommen. Es war die erste Kohlenwäsche im gesamten Ruhrrevier. Im darauffolgenden Jahr wurden die Teufarbeiten an Schacht Mathias weiter fortgeführt. Im Jahr 1851 wurde bei einer Teufe von 183 Metern (- 111 m NN) die dritte Sohle angesetzt. Im Jahr 1856 wurden die Teufarbeiten an Schacht Mathias fortgesetzt und der Schacht tiefer geteuft.

### Der Ausbau des Bergwerks

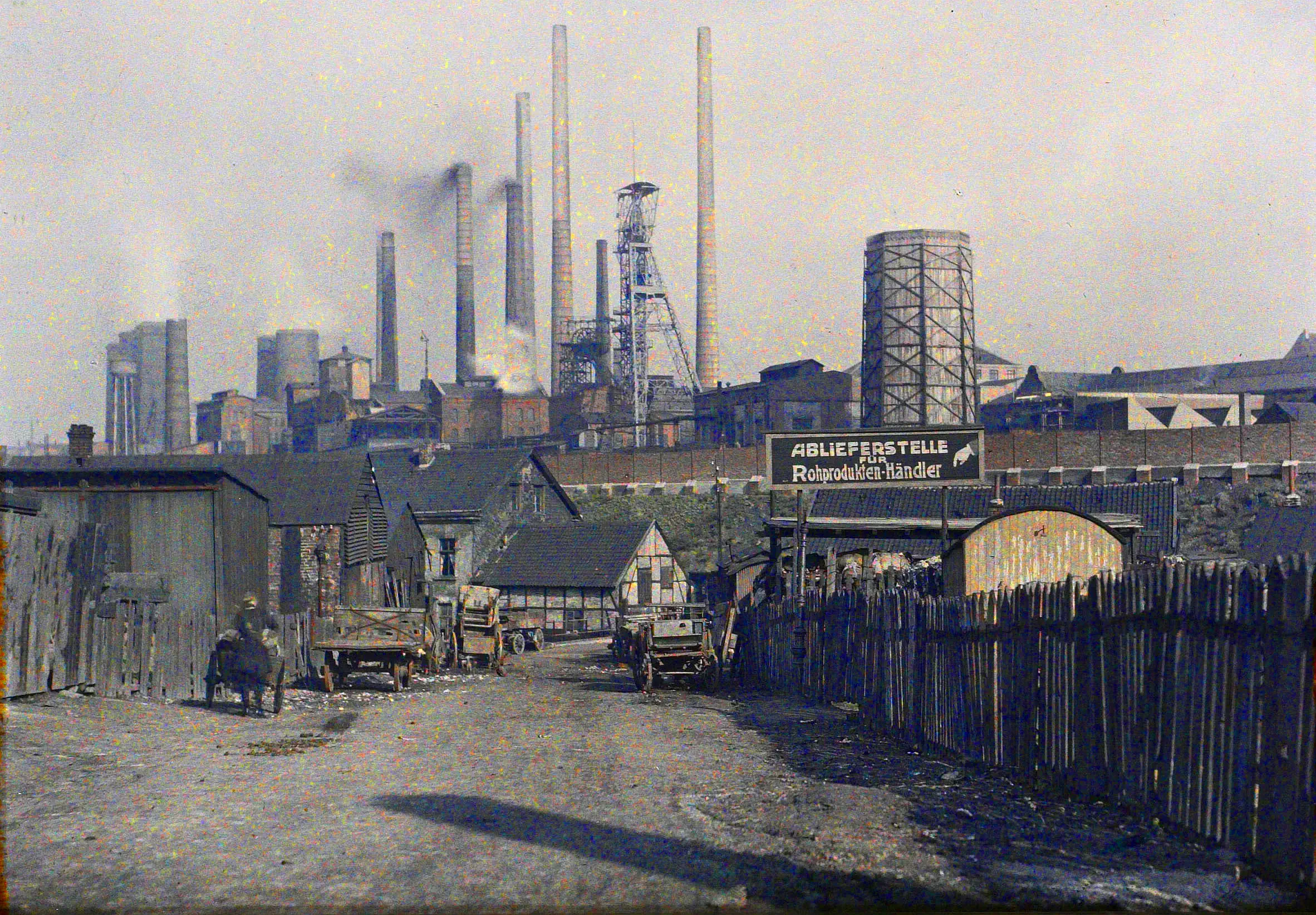
Die Zeche zur Zeit der französischen Besatzung im Oktober 1923

Im Jahr 1857 wurde mit den Teufarbeiten für den Schacht Gustav begonnen. Der Schacht wurde etwa 400 Meter nordöstlich von Schacht Mathias im Bereich westlich der Viehofer- und der Beisingerstraße angesetzt. Im Jahr 1858 erreichte der Schacht Gustav bei einer Teufe von 84 Metern das Karbon. Der Schacht wurde mittels Mauerung ausgebaut. Im selben Jahr wurde im Schacht Mathias bei einer Teufe von 218 Metern (- 148 m NN) die vierte Sohle angesetzt. Am 11. August desselben Jahres wurde das Geviertfeld Georg Mathias verliehen. Im Jahr 1858 wurde der Schacht Gustav in Betrieb genommen. 1859 wurde im Schacht Gustav, im Niveau der zweiten Sohle von Schacht Mathias, die Wettersohle angesetzt. Im Jahr 1861 wurde im Schacht Gustav bei einer Teufe von 237 Metern (- 167 m NN) die erste Sohle angesetzt. Im selben Jahr wurde mit der Förderung im Schacht Gustav begonnen. Aufgrund des Abbaus durch das Bergwerk kam es im Essener Stadtgebiet zu starken Bergschäden. Für diese Schäden musste die Gewerkschaft erhebliche Entschädigungszahlungen an die Betroffenen erbringen, was wiederum die wirtschaftliche Entwicklung des Bergwerks beeinträchtigte. Zu dieser Zeit gehörte das Bergwerk zum Oberbergamtsbezirk Dortmund und dort zum Bergrevier Frohnhausen. Im Jahr 1864 wurden die Teufarbeiten im Schacht Mathias weiter geführt. Im darauffolgenden Jahr wurde bei einer Teufe von 255 Metern (- 183 m NN) die Sumpfsohle angesetzt. Im Jahr 1870 wurde im Südfeld mit den Teufarbeiten für einen neuen Wetterschacht begonnen. Der Schacht wurde in der Nähe der Hofterbergstraße auf dem Hofterberg angesetzt. 1853 wurden die Teufarbeiten an Schacht Gustav weiter geführt und der Schacht tiefer geteuft. Im selben Jahr wurde im Schacht bei einer Teufe von 307 Metern (- 237 m NN) die dritte Sohle angesetzt. Im Jahr darauf wurde der Wetterschacht bis zur ersten Sohle in Betrieb genommen.
Im Jahr 1875 wurde die Förderung des Schachtes Mathias stillgelegt. Der Schacht wurde jedoch zum Wetterschacht umgebaut. Von diesem Zeitpunkt an verfügte das Bergwerk nur noch über einen Förderschacht. Im Jahr 1876 wurde im Schacht Gustav bei einer Teufe von 336 Metern (- 266 m NN) die vierte Sohle und im Jahr 1878 bei einer Teufe von 397 Metern (- 327 m NN) die fünfte Sohle angesetzt. Im Jahr 1884 wurde auf der fünften Sohle ein Durchschlag zu den Nachbarzechen Graf Beust und Friedrich Ernestine erstellt. Im Jahr 1885 wurde im Schacht Gustav bei einer Teufe von 429 Metern (- 359 m NN) die fünfte Sohle und bei einer Teufe von 450 Metern (- 370 m NN) eine Zwischensohle angesetzt. Im Jahr 1886 warf das Bergwerk trotz der Kosten für die Bergschäden noch Ausbeute ab. Im Jahr 1887 wurde der Wetterschacht am Hofterberg verfüllt. Am 17. Januar des Jahres 1890 wurde die auf dem Werksgelände von der Handelsgesellschaft Mathias Stinnes errichtete Kokerei erworben. Die Kokerei bestand aus 70 Koksöfen. Im selben Jahr wurde mit der Ausrichtung der siebten Sohle begonnen. Diese Sohle wurde über ein Gesenk bei einer Teufe von 516 Metern (- 446 m NN) aufgefahren. Zu diesem Zeitpunkt übernahm Hugo Stinnes die Leitung der Bergbaubetriebe der Familie Stinnes. Im Jahr 1891 wurde die altrechtliche Gewerkschaft mit 128 Kuxen in eine tausendteilige Gewerkschaft umgewandelt. Von diesen tausend Kuxen übernahm die Familie Stinnes 949 in den Familienbesitz. Im Jahr 1892 kam es auf dem Bergwerk zu einer Schlagwetterexplosion, hierbei wurden drei Bergleute getötet. Im selben Jahr erhielt der Schacht Gustav eine neue Fördermaschine. Die Fördermaschine war eine dampfgetriebene liegende Zwillingsmaschine mit einer Antriebsleistung von 500 PS. Die Förderung von Schacht Gustav war als Treibscheibenförderanlage ausgerüstet. Im Jahr 1893 wurde der Schacht Mathias wegen zu geringem Querschnitt aufgegeben und bis zur siebten Sohle verfüllt. Im selben Jahr wurde über Tage ein Kompressor für die Drucklufterzeugung installiert. Der Kompressor konnte pro Stunde bis zu 4000 Kubikmeter Druckluft mit einem Druck von fünf Bar erzeugen.
Im Jahr 1895 wurde die achte Sohle angesetzt. Die Sohle wurde über ein Gesenk bei einer Teufe von 603 Metern (- 533 m NN) angesetzt. Im darauffolgenden Jahr begann man, ab der siebten Sohle den Schacht 2 mittels Aufbruch zu erstellen. Der Schacht wurde 60 Meter südlich von Schacht Gustav (Schacht 1) erstellt. Um die Grubenbaue ausreichend mit frischen Wettern zu versorgen, wurde über Tage ein Grubenlüfter installiert. Der Lüfter stammte von der Maschinenfabrik Emil Wolff und wurde durch eine 150 PS starke Einzylinder-Dampfmaschine angetrieben. Der Lüfter war in der Lage, bis zu 2400 Kubikmeter Abwetter pro Stunde aus der Grube zu saugen. Im selben Jahr einigte sich die Gewerkschaft mit den Eigentümern der Zeche Vereinigte Sälzer & Neuack bezüglich der Berechtsamsüberschneidungen. Aufgrund dieser Einigung wurde das Feld Mathias westlich der Mathias-Verwerfung an die Vereinigte Sälzer & Neuack abgegeben. Im Gegenzug dafür erhielt Victoria Mathias die östlich der Verwerfung befindliche Hagenbecker Flözpartie. Im Jahr 1898 entschloss sich der Grubenvorstand, einen weiteren Förderschacht abzuteufen. Noch im selben Jahr wurden die Teufarbeiten des Schachtes von über Tage aus begonnen. Bevor dieser Schacht fertig wurde, kam es zu einer Störung an Schacht Gustav. Am 19. August ging der Schacht Gustav zu Bruch. Bei dem Versuch, den Schaden zu beheben, kam es am darauffolgenden Tag zu einem weiteren Einsturz im Schacht. Hierbei wurden sieben Bergleute getötet. Der Betrieb wurde daraufhin unverzüglich eingestellt. Der Schacht Gustav wurde verfüllt und neu abgeteuft. Am 18. September desselben Jahres wurde das Feld geteilt in die Felder Victoria Mathias und Essen III. Victoria Mathias hatte eine Fläche von 1,8 km2 und Essen III eine Fläche von 1,2 km2. Noch im selben Jahr ließ Hugo Stinnes auf dem Zechengelände das erste Elektrizitätswerk der Rheinisch-Westfälisches Elektrizitätswerk AG (RWE) errichten. Durch dieses Kraftwerk wurde ein Zweckverbund zwischen dem Bergwerk und der RWE eingegangen. Victoria Mathias lieferte an das Kraftwerk anstelle der Kohlen den im Kesselhaus des Bergwerks erzeugten Dampf. Dadurch sparte sich die RWE die Kohleumlage an das Steinkohlesyndikat. Hugo Stinnes erhielt dadurch einen Aufsichtsratsposten bei den RWE, ohne Aktionär in dem Unternehmen zu sein. Am 6. Januar des Jahres 1899 wurde das Längenfeld Victoria Mathias I von der Zeche Hagenbeck erworben. Außerdem wurde ein Teil eines Feldes von der Zeche Zollverein erworben. Im selben Jahr waren beide Schächte bis zur fünften Sohle abgeteuft. Der Bereich unterhalb der sechsten Sohle war abgesoffen. Das Feld Essen III wurde an die Friedrich Krupp AG abgegeben.

### Der weitere Betrieb

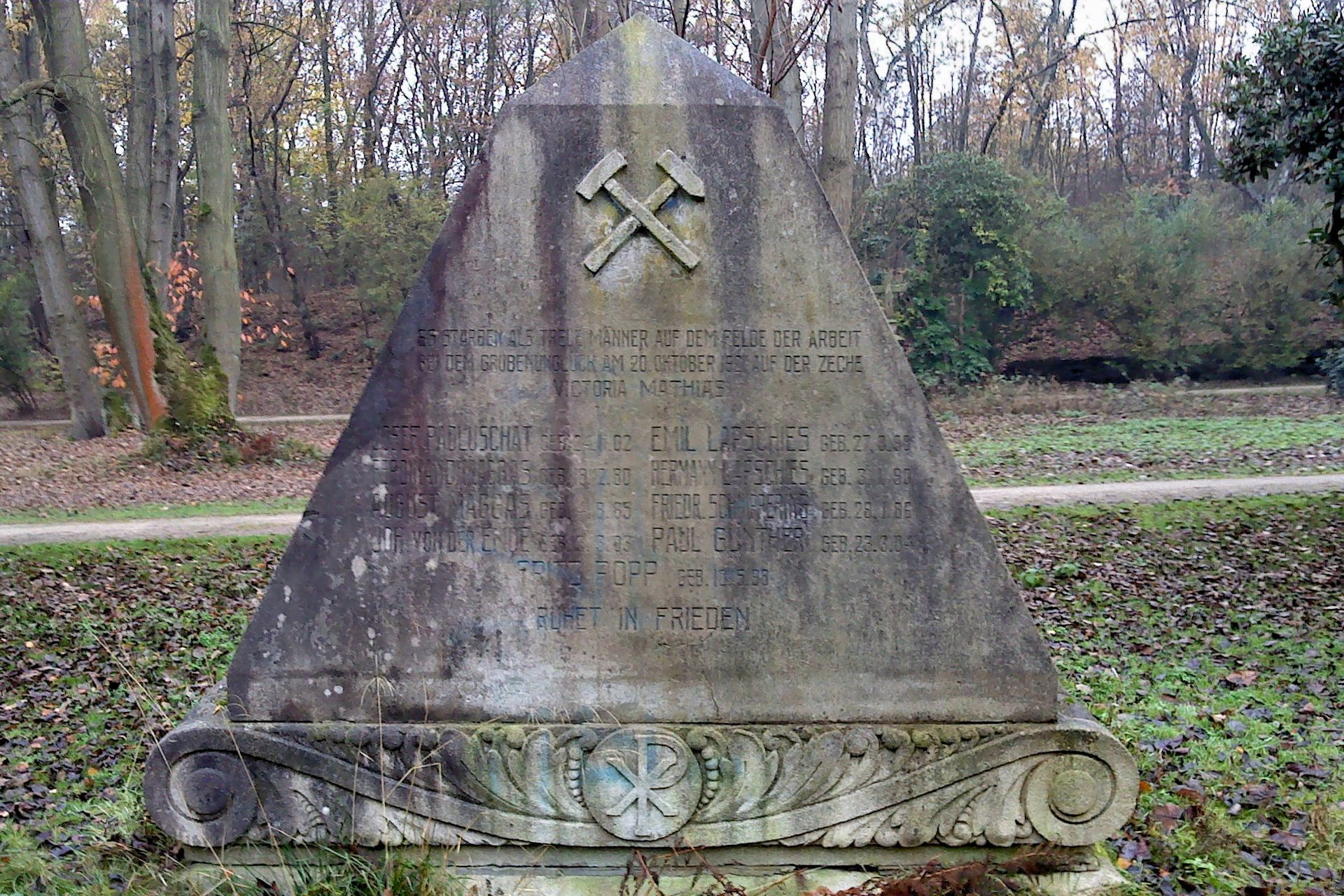
Gedenkstein an die Opfer des Grubenunglücks auf dem Alten Friedhof Segeroth

Gegen Ende des Jahres 1900 konnte sowohl der Schacht Gustav als auch der Schacht Victoria Mathias 2 die Förderung aufnehmen. Im Jahr 1901 wurde der Schacht 2 mit einer neuen Fördermaschine ausgerüstet. Die Maschine stammte von der stillgelegten Zeche Vereinigte Hoffnung & Secratarius Aak. Bei der Maschine handelte es sich um eine liegende Zwillingsdampfmaschine. Die von der Friedrich Wilhelms-Hütte erbaute Maschine hatte eine Leistung von bis zu 445 PS. Um das anfallende Grubenwasser zu heben, wurde über Tage eine Woolfsche Wasserhaltungsmaschine installiert. Die Maschine konnte bis zu drei Kubikmeter Wasser pro Minute aus einer Teufe von 700 Metern heben. Im selben Jahr wurde der Schacht 2 mit der siebten Sohle durchschlägig. Es wurde mit der Zeche Graf Beust ein Abbauvertrag geschlossen. Aufgrund dieses Vertrages konnte Graf Beust nun im Südfeld von Victoria Mathias oberhalb der sechsten Sohle abbauen, Victoria Mathias baute unterhalb der sechsten Sohle ab. Im Jahr 1903 wurde im Schacht 2 die Förderung bis zur siebten Sohle getätigt. Im selben Jahr wurde ein weiterer Grubenlüfter installiert. Der Lüfter wurde von einem Drehstrommotor angetrieben, der eine Leistung von 200 PS hatte und pro Minute bis zu 3000 Kubikmeter Abwetter aus dem Grubengebäude saugen konnte. Im Jahr darauf wurde eine neue moderne Waschkaue erbaut. Außerdem wurde die Kokerei vergrößert und eine Kohlenwertstoffgewinnungsanlage in Betrieb genommen. Die Kokerei bestand nun aus drei Koksofenbatterien mit insgesamt 104 Öfen. Es waren 35 Regenerativöfen, 30 Unterbrenneröfen und 39 Kopee-Öfen vorhanden. Mit diesen Öfen konnten zusammen bis zu 145.000 Tonnen Koks pro Jahr produziert werden. In der Zeit von 1904 bis 1908 trat die Gewerkschaft den Bochumer Kohlenwertstoffverbänden bei. Im Jahr 1905 wurde ein zweiter Kompressor in Betrieb genommen. Der Kompressor konnte bis zu 8000 Kubikmeter Druckluft mit einer Druck von fünf Bar erzeugen. Im Jahr 1908 wurden die Teufarbeiten an Schacht 2 wieder aufgenommen und der Schacht wurde tiefer geteuft. Im Jahr 1909 wurde im Schacht 2 bei einer Teufe von 618 Metern (- 548 m NN) eine neue achte Sohle angesetzt.
1910 schloss die Gewerkschaft einen Gaslieferungsvertrag mit der Stadt Essen ab. Im selben Jahr wurde mit der Förderung von der neuen achten Sohle begonnen. Am 22. November desselben Jahres verloren bei einer Schlagwetterexplosion fünf Bergleute ihr Leben. Im Jahr 1911 wurde mit Aufschluss des Nordfeldes begonnen. Im Jahr 1913 wurde der Schacht 1 bis zur achten Sohle tiefer geteuft. Im Jahr darauf wurde im Schacht 1 bei einer Teufe von 780 Metern (- 548 m NN) die neunte Sohle angesetzt. Im Jahr 1918 wurde der Schacht 2 von der neunten Sohle zur achten Sohle hochgebrochen. Die RWE übernahm 1920 die Mehrheit der Kuxe der Gewerkschaft. Im Jahr 1921 wurde auf der neunten Sohle ein Durchschlag mit der Zeche Graf Beust erstellt. Neun Bergleute kamen am 20. Oktober 1921 bei einer Schlagwetterexplosion ums Leben. Im Jahr 1926 trat die Gewerkschaft Victoria Mathias der Aktiengesellschaft für Kohleverwertung bei. Am 27. Juli 1927 wurde das Feld Georg Mathias in Georg Mathias I und Georg Mathias II geteilt. Das Feld Georg Mathias II wurde an die Zeche Vereinigte Sälzer & Neuack abgegeben. Im Jahr darauf trat die Gewerkschaft Victoria Mathias der Kohlechemie AG bei. Am 1. März des Jahres 1929 wurden das Grubenfeld und die Schächte der Zeche Graf Beust angeschlossen. Grund für diese Maßnahme war die Erzielung eines wirtschaftlicheren Betriebes. Die Wasserhaltung für beide Bergwerke verblieb auf Graf Beust. Am 15. Oktober des Jahres 1930 wurde die Kokerei stillgelegt. Am 1. Mai 1933 kamen acht Bergleute bei einem Grubenunglück ums Leben. Im darauffolgenden Jahr wurde ein Durchschlag mit der Zeche Friedrich Ernestine erstellt. Am 19. April dieses Jahres wurden bei einer Schlagwetterexplosion drei Bergleute getötet. Bei einem Luftangriff am 12. Dezember 1944 auf den Betriebsteil Graf Beust wurden 99 russische Zwangsarbeiter, die sich in einem Luftschutzstollen befanden, getötet. Im letzten Kriegsjahr wurden die Tagesanlagen der Zeche Victoria Mathias durch Bomberangriffe stark beschädigt.
Nach dem Zweiten Weltkrieg bestand das Bergwerk aus den Betriebsteilen Victoria Mathias 1/2 und Graf Beust 1/2. Die Hauptfördersohle war die neunte Sohle. Die gesamte Berechtsame umfasste eine Fläche von 4,8 km2. Im Jahr 1950 wurden die Teufarbeiten wieder aufgenommen und der Schacht 2 (Victoria Mathias) wurde tiefer geteuft. Im Schacht Graf Beust 2 wurde bei einer Teufe von 872 Metern (- 793 m NN) die erste Teilsohle angesetzt. Im Jahr darauf wurde im Schacht 2 bei einer Teufe von 999 Metern (- 929 m NN) die zehnte Sohle angesetzt. Im selben Jahr wurden auch die Teufarbeiten im Schacht Gustav wieder aufgenommen. Im Schacht Graf Beust 2 wurde bei einer Teufe von 929 Metern (- 850 m NN) die zweite Teilsohle angesetzt. Im Jahr 1952 wurde Schacht Gustav mit der zehnten Sohle durchschlägig. Am 31. Juli desselben Jahres wurde die Gewerkschaft Victoria Mathias aufgelöst und eine neue Gewerkschaft unter Einschluss der Bergwerke Graf Beust und Friedrich Ernestine gegründet. Am 16. Dezember des Jahres 1954 wurden die beiden Längenfelder Graf Beust 1 und Victoria Mathias 1 Teil der Zeche Victoria Mathias. Im Jahr 1956 wurden die Teufarbeiten an Schacht Gustav wieder fortgeführt und der Schacht tiefer geteuft. 1957 erreichte der Schacht eine Teufe von 1150 Metern. Bei einer Teufe von 1122 Metern (- 1052 m NN) wurde die elfte Sohle angesetzt.

### Vereinigung mit den Nachbarbergwerken
Im Jahr 1957 wurden die beiden Bergwerke Victoria Mathias und Friedrich Ernestine vereinigt. Das vereinte Bergwerk bestand nun aus den Bereichen Victoria Mathias, Graf Beust und Friedrich Ernestine. Die gesamte Berechtsame umfasste eine Fläche von 6,3 km2. Es waren zwei Hauptfördersohlen sowie drei Förderschächte vorhanden. Auf Friedrich Ernestine wurde eine Zentralkokerei betrieben. Am 31. März des Jahres 1959 wurde die Zentralkokerei stillgelegt. Im Jahr 1960 wurden auf Victoria Mathias an Schacht 2 die Teufarbeiten wieder aufgenommen. Im selben Jahr wurde bei einer Teufe von 1190 Metern (- 1120 m NN) eine Teilsohle angesetzt. Die elfte Sohle wurde in diesem Jahr zur Hauptfördersohle. Im Jahr 1961 wurde auf Friedrich Ernestine an Schacht 4 die Teufarbeiten wieder aufgenommen und der Schacht tiefer geteuft. Im selben Jahr wurde bei einer Teufe von 1099 Metern (- 1010 m NN) die zwölfte Sohle angesetzt. Im darauffolgenden Jahr wurde auf dem Baufeld Graf Beust der Schacht 5 abgeworfen. Im Jahr 1963 wurde auf dem Baufeld Friedrich Ernestine die Förderung eingestellt und das Baufeld stillgelegt. Im selben Jahr wurde der Schacht Graf Beust 5 verfüllt. Ein Jahr später wurde auf dem Betriebsteil Friedrich Ernestine damit begonnen, die beiden Schächte 3 und 4 zu verfüllen. Diese Maßnahme dauerte bis 1966 an.

### Förderung und Belegschaft
Auf dem Bergwerk wurden Fettkohlen mit guter Qualität abgebaut, die Kohlen waren für die Verkokung gut geeignet. Die ersten Förderzahlen stammen aus dem Jahr 1845, in diesem Jahr wurden 970.869 Scheffel Steinkohle gefördert. Im Jahr darauf wurden 709.818 Scheffel Steinkohle gefördert. Die ersten bekannten Belegschaftszahlen stammen aus dem Jahr 1850, damals waren 333 Bergleute auf dem Bergwerk beschäftigt, die eine Förderung von 259.050 preußische Tonnen Steinkohle erbrachten. Im Jahr 1858 wurde mit 755 Beschäftigten eine Förderung von 140.000 Tonnen Steinkohle erbracht. 1860 wurde eine Förderung von 155.138 Tonnen Steinkohle erbracht, die Belegschaftsstärke betrug in diesem Jahr 755 Beschäftigte. Im Jahr 1862 wurden mit 1009 Beschäftigten 1.177.286 preußische Tonnen Steinkohle gefördert. Mit dieser Förderung nahm das Bergwerk den Spitzenplatz im Regierungsbezirk Düsseldorf ein. Im Jahr 1865 wurde eine Förderung von 309.867 Tonnen Steinkohle erbracht, die Belegschaftsstärke betrug 1162 Beschäftigte. Im Jahr 1870 wurden mit 1212 Beschäftigten insgesamt 282.132 Tonnen Steinkohle gefördert. Im Jahr 1876 wurden 227.000 Tonnen Steinkohle gefördert. Im Jahr 1880 waren 616 Beschäftigte auf dem Bergwerk, die Förderung betrug 184.677 Tonnen Steinkohle. Im Jahr 1890 wurden mit 588 Beschäftigten 194.684 Tonnen Steinkohle gefördert. Wegen des Schachteinsturzes im Jahr 1898 sank die Förderung drastisch und betrug im Jahr 1900 noch 29.311 Tonnen Steinkohle, die Belegschaftsstärke betrug in diesem Jahr 346 Beschäftigte.
Im Jahr 1905 wurden mit 1000 Beschäftigten 352.014 Tonnen Steinkohle gefördert. Im Jahr 1910 betrug die Förderung 469.575 Tonnen Steinkohle, die Belegschaftsstärke betrug 1696 Beschäftigte. Im Jahr 1913 betrug die Förderung 645.000 Tonnen Steinkohle. Im Jahr 1920 wurden mit 2183 Beschäftigten 398.587 Tonnen Steinkohle gefördert. Im Jahr 1925 wurde eine Förderung von 438.774 Tonnen Steinkohle erbracht, die Belegschaftsstärke betrug 2041 Beschäftigte. Im Jahr 1929 stieg die Förderung bis auf 729.869 Tonnen Steinkohle. Im Jahr 1930 wurde mit 2228 Beschäftigten eine Förderung 662.750 Tonnen Steinkohle erbracht. Im Jahr 1937 stieg die Förderung auf 742.000 Tonnen Steinkohle. Im Jahr 1940 wurden mit 1540 Beschäftigten 617.604 Tonnen Steinkohle gefördert. Im Jahr 1945 sank die Förderung auf 70.000 Tonnen Steinkohle, die Belegschaftsstärke betrug 800 Beschäftigte. Im Jahr 1950 stieg die Förderung wieder auf 340.384 Tonnen Steinkohle, die Belegschaftsstärke betrug 1476 Beschäftigte. Im Jahr 1955 wurden mit 1569 Beschäftigten insgesamt 352.190 Tonnen Steinkohle gefördert. Die maximale Förderung wurde im Jahr 1959 mit 2896 Beschäftigten erbracht. Es wurde eine Förderung von 836.995 Tonnen Steinkohle erbracht. Die letzten bekannten Förder- und Belegschaftszahlen des Bergwerks stammen aus dem Jahr 1964, in diesem Jahr wurden mit 1781 Beschäftigten 562.990 Tonnen Steinkohle gefördert.

### Stilllegung
Im Jahr 1965 wurde die Zeche Victoria Mathias stillgelegt. Die Stilllegung erfolgte in zwei Schritten. Zunächst wurde am 30. Juli das Baufeld Graf Beust stillgelegt. Am 30. November folgte dann das letzte noch vorhandene Baufeld Victoria Mathias. Im Jahr 1966 wurden die Schächte 1, 2 und 6 verfüllt. Weitere Tagesöffnungen in den Feldern von Vereinigte Hoffnung & Secretarius Aak und Neuwerk wurden ebenfalls verfüllt. Die meisten Tagesanlagen wurden abgerissen.

## Heutiger Zustand
Das Gelände von Victoria Mathias an der Altenessener Straße ist komplett überbaut worden. Heute befindet sich hier Wohn- und Gewerbebebauung. Das große RWE-Kraftwerk ist heute Standort des Fernheizwerkes Essen-Innenstadt der STEAG-Fernwärme.
Im Jahr 2012 taufte RWE zur Erinnerung an die Zeche ein Installationsschiff für Offshore-Windkraftanlagen auf den Namen Victoria Mathias.